# Деллінг
Деллінг (давньоскан. Dellingr — «той, хто блискає» або «блискучий») — в скандинавській міфології один з другорядних асів (богів). Його ім'я означає «світанок». Деллінг був останнім чоловіком велетунки Нотт (персоніфікація «Ночі») та батьком Дага (персоніфікація «Дня»). В цьому фактові в головному й висвітлюється його роль в світосприйнятті вікінгів та їх уявленнях про космос. Згадується також в деяких рунічних замовляннях як символ та синонім світанку.